# Оксикбаев, Омархан Нуртаевич
Омархан Нуртаевич Оксикбаев (каз. Омархан Нұртайұлы Өксікбаев) — государственный и политический деятель Республики Казахстан, кандидат экономических наук, бывший председатель Счетного комитета по контролю за исполнением республиканского бюджета Республики Казахстан (с июня 2003 года)

## Биография
Родился 22 декабря 1954 года. Происходит из рода жалайыр старшего жуза.
В 1975 году окончил Алма-Атинский институт народного хозяйства по специальности «экономист». В 1991 году обучался во Франции (в Париже) по специализации «Аудиторская служба в рыночной экономике». Кандидат экономических наук.
После окончания института по март 1979 года работал старшим экономистом Алма-Атинского областного финансового управления.
С апреля 1979 года по июль 1984 года работал в системе Главриссовхозстроя главным экономистом совхоза «25 лет Целины» Балхашского района, а затем начальником планово-экономического отдела Алма-Атинского управления освоения орошаемых земель.
С августа 1984 года по октябрь 1992 года работал в главном контрольно-ревизионном управлении министерства финансов на должностях: старший контролер-ревизор, главный контролер-ревизор, начальник оргинспекторского отдела, заместитель начальника управления.
С октября 1992 года по февраль 1996 года — начальник управления государственного комитета финансового контроля Республики Казахстан.
С февраля по апрель 1996 года — начальник управления межгосударственных отношений министерства финансов Республики Казахстан.
С 1996 по 1998 года — член счетного комитета по контролю за исполнением республиканского бюджета.
С 1998 год по 2000 год — член государственной комиссии Республики Казахстан по борьбе с коррупцией.
С 2000 года по 2002 год — заместитель секретаря совета безопасности Республики Казахстан.
С февраля 2002 года — руководитель главной контрольной инспекции администрации президента Республики Казахстан.
С июля 2002 года по июнь 2003 года — секретарь совета безопасности Республики Казахстан.
С 14 июня 2003 года — по 21 сентября 2012 года — председатель счетного комитета по контролю за исполнением республиканского бюджета.
С 21 сентября 2012 года депутат мажилиса (нижней палаты) парламента Республики Казахстан
С 7 сентября 2016 года президент республиканской национальной федерации Киокушинкай-кан каратэ

## Награды
- 2020 (3 декабря) — Орден «Барыс» 3 степени[3]
- Орден «Құрмет»
- Орден «Парасат»
- Медаль «Қазақстан Республикасының тәуелсіздігіне 10 жыл»
- Медаль «Қазақстан Республикасының Конституциясына 10 жыл»
- Медаль «Қазақстан Республикасының Парламентіне 10 жыл»
- Медаль «Астананың 10 жылдығы»
- Медаль «МПА СНГ. 25 лет» (27 марта 2017 года, Межпарламентская ассамблея СНГ) — за заслуги в деле развития и укрепления парламентаризма, за вклад в развитие и совершенствование правовых основ функционирования Содружества Независимых Государств, укрепление международных связей и межпарламентского сотрудничества[4]